# أبريل بيرسون
أبريل جانيت بيرسون (بالإنجليزية: April Pearson)‏ ولدت في (23 يناير 1989), في بريستول، إنجلترا, هي ممثلة البريطانية، ومثلة بدور ميشيل ريتشاردسون، في المسلسل التلفزيوني، بشرات (مسلسل) .